# Кавала (дем)
Кавала (на гръцки: Δήμος Καβάλας) е дем в област Източна Македония и Тракия, Егейска Македония, Гърция. Център на дема е град Кавала.

## Селища
Дем Кавала е създаден на 1 януари 2011 година след обединение на две стари административни единици – демите Кавала и Филипи по закона Каликратис.

### Демова единица Кавала
Демовата единица се състои от следните демови секции и села:
- Демова секция Кавала
  - град Кавала (Καβάλα)
  - манастир „Свети Сила“ (Άγιος Σύλλας)
  - село Аспри Амос (Άσπρη Άμμος)
  - село Палео Цифлики (Παλαιό Τσιφλίκι)
  - село Кавалска обща болница (Σανατόριο)
- Демова секция Неа Карвали
  - село Неа Карвали (Νέα Καρβάλη, старо Чапрънас)
  - село Ано Левки (Άνω Λεύκη, старо Горен Чинар)
  - село Левки (Λεύκη, старо Чинар)
- Демова секция Халкеро
  - село Халкеро (Χαλκερό, старо Кьосе Еляз)

### Демова единица Филипи
Демовата единица се състои от следните демови секции и села:
- Демова секция Кринидес
  - село Кринидес (Κρηνίδες, старо Рахча, Рахче)
- Демова секция Амигдалеонас
  - село Амигдалеонас (Αμυγδαλεώνας, старо Бадем чифлик)
- Демова секция Зигос
  - село Зигос (Ζυγός)
  - село Неос Зигос (Νέο Ζυγός, Πρόσφυγες)
- Демова секция Корита
  - село Корита (Κορυφές, Корифес)
- Демова секция Крионери
  - село Крионери (Κρυονέρι, старо Куруджу)
- Демова секция Лимния
  - село Лимния (Λιμνιά, старо Суючук)
  - село Вунохори (Βουνοχώρι, старо Мухал)
  - село Ликостомо (Λυκόστομο, старо Куртлу)
- Демова секция Лидия
  - село Лидия (Λυδία, старо Маджар чифлик)
- Демова секция Ески Кавала
  - село Ески Кавала (Παλαιά Καβάλα, Палея Кавала)
- Демова секция Полинеро
  - село Полинеро (Πολύνερο, старо Наипли)
  - село Кранохори (Κρανοχώρι, старо Къзли)
- Демова секция Полистило
  - село Полистило (Πολύστυλο, старо Балушка, Балчик чифлик)
  - село Дато (Δάτο, старо Берекетли)
  - село Микрохори (Μικροχώρι, старо Горно Берекетли)
- Демова секция Филипи
  - село Филипи (Φίλιπποι, старо Селян)